# Комплексни системи
Комплексни системи e подобласт на теорията на системите, и е модерна математическа наука (която може да се проследи поне до 60 г. на 20 век в Русия), и представлява интердисциплинарно изучаване на системите и по-точно комплексните системи, особено в областта на кибернетиката и математиката . Всяка физична система е ограничена във време-пространството , и нейното устройство може да бъде измерено. 
Комплексна или сложна система е система, образувана или съставена от множество взаимосвързани и взаимодействащи части (подсистеми), при което сложната система придобива нови свойства, които отсъстват на подсистемно равнище и не могат да бъдат сведени до свойствата на подсистемното равнище. 
Популярният израз, използван за описване на това свойство на комплексните системи, е „цялото е повече от сумата на съставните му части“. В науката се използва терминът синергизъм (синергия).
Уравненията, от които произтичат модели на комплексни системи, често могат да бъдат свързани със статистическата физика, информационната теория, както и нелинейната динамика, и представляват детерминистки и въпреки това непредвидими естествени системи, които са приемани за фундаментално комплексни.